# Либерийцы
Либери́йцы, самоназвание — америко-либерийцы или американолиберийцы (англ. Americo-Liberians) — народ на Западе Африки, население Либерии. В Либерии проживают в Монровии и в графствах Монтсеррадо, Маргиби, Мэриленд, Гранд-Баса, Гранд-Кейп-Маунт и Сино. Их численность около 150,000 человек. Государственными языками Либерии и населяющих её либерийцев являются английский и креольский языки. В основном либерийцы исповедуют христианство. Большинство из них протестанты, малая часть — католики.

## История
Либерийцы — потомки освобождённых афроамериканских рабов, переселившихся в Либерию в XIX веке. Они сыграли ключевую роль в создании Либерии как независимого государства и доминировали в её политической и социальной жизни до конца XX века.

### Предыстория и колонизация
В начале XIX века в США возникло движение за репатриацию освобождённых рабов в Африку. В 1816 году было создано Американское колонизационное общество (ACS), которое организовало переселение чернокожих в Западную Африку.
Первые поселенцы прибыли в 1822 году и основали колонию на территории современной Либерии. Они столкнулись с сопротивлением местных племён, но постепенно укрепили свои позиции. В 1847 году Либерия провозгласила независимость, став первой республикой в Африке.

### Политическое и социальное доминирование
Либерийцы, составлявшие менее 5% населения , установили политическую власть через Партию истинных вигов, которая правила страной более века. Они копировали американские институты, включая конституцию, и угнетение коренных народов.
Элита америко-либерийцев жила в прибрежных городах, сохраняя западный образ жизни, в то время как коренное население оставалось маргинализированным. Это привело к социальному неравенству и напряжённости.

### Переворот 1980 года и упадок влияния
В 1980 году сержант Сэмюэл Доу, представитель коренного населения, совершил переворот, свергнув президента Уильяма Толберта. Это положило конец господству америко-либерийцев. Последовали годы нестабильности, включая первую и вторую гражданскую войну, в ходе которых многие либерийцы эмигрировали.

## Семья
Семья либерийцев малая (нуклеарная), брак — вирилокальный, также практикуется брачный выкуп. Народ имеет патрилинейный счёт родства и линейного типа систему терминов родства.

## Религия
В основном все либерийцы — христиане. Большинство из них протестанты, малая часть либерийцев исповедует католицизм.

## Язык
Либерийцы говорят на английском и креольском языках, принадлежащих индоевропейской семье германской группы.

## Занятия
Основные занятия либерийцев — предпринимательство, торговля и ремесло. Развиты ремёсла: прядение и ткачество, выделка циновок, корзин, кож. Народ обладает достаточно высоким уровнем образования. Имеют европейскую материальную и духовную культуру.

## Поселения
Поселения либерийцев достаточно большие. Они живут в домах креольского (вест-индского) типа из кирпича или бетона с черепичной крышей. Иногда дома бывают двухэтажные.

## Пища
Либерийцы едят в основном растительную, такую как фуфа из корнеплодов, овощные супы, каши, лепёшки, и рыбную пищу.